# とことん!土曜〜び!!
『とことん!土曜〜び!!』（とことん どよ〜び）は、2001年4月7日から2010年9月25日まで西日本放送で放送された生放送の情報番組。番組前半ではグルメ情報を中心に、後半では映画情報や東京ディズニーリゾートのイベント案内などを伝えていた。以前はニュースコーナーもあったが、その後は分離している。

## 歴史
- 2001年4月7日 - 放送開始。スタジオは2人のメインパーソナリティとご意見番で3人体制。
- 2001年6月30日 - ご意見番であった明石安哲が降板し、次週の放送からはスタジオが2人体制になる。
- 2001年9月29日 - とことん!ジャーニー121中継レポーターであった宮宇地美穂が降板し、次週10月6日からは池田弥生が担当する。
- 2002年3月30日 - 司会者交代にあたり、初代司会者の山口喜久一郎と安藤千秋がスタジオからではなく小豆島の二十四の瞳映画村から初の完全生中継。
- 2002年4月6日 - 司会者交代。二代目司会者は亀谷哲也と林華子。
- 2004年4月3日 - 司会者交代。三代目司会者は亀谷哲也と宮宇地美穂。同時に、初のスタジオセット大幅リニューアル。
- 2006年10月14日 - 西日本放送の地上デジタルテレビ放送の試験放送開始に伴い、ハイビジョン放送を開始。
- 2007年9月29日 - 四代目司会者であった榎本麗美が降板。
- 2007年10月6日 - 司会者交代。五代目司会者は亀谷哲也と宮宇地美穂（宮宇地が司会者へ復帰する形）。リポーターとして葛谷亮が加入。
- 2010年9月25日 - この回をもって番組終了。

## 出演者

### 番組終了時の出演者
いずれもRNCアナウンサー。
- 亀谷哲也（亀谷隊長）（二 - 五代目司会者、2002年4月6日 - ）
- 宮宇地美穂（食いしん坊ミホ）（三・五代目司会者、2004年4月6日 - ）
- 菊池優（リポーター、2009年 - ）
- 仁多田まゆみ（映画情報担当）

※2006年9月まで、仁多田以外は「おいしい調査隊」ということでニックネームとコスチュームで取材する。番組冒頭で行われるので、その際それらの服装で登場するが番組本編中は普通の衣装で登場するのでオープニング部分が録画になっていた。現在は「おもしろ調査隊」という名前に変わっているが、取材VTRは普通の衣装になった。

### 過去の出演者
- 山口喜久一郎（初代司会者、初回放送 - 2002年3月30日放送分） - 『RNCワイドニュースプラス1』出演のために降板。
- 安藤千秋（初代司会者、香川短期大学教授、初回放送 - 2002年3月30日放送分）
- 明石安哲（ご意見番、四国新聞社論説副委員長、初回放送 - 2001年6月30日放送分）
- 宮宇地美穂（初代「とことん!ジャーニー121」リポーター、初回放送 - 2001年9月29日放送分）
- 橋本美由紀（大阪特集リポーター）
- 柳井真佐美（「湯けむり紀行」リポーター）
- 池田弥生（二代目「とことん!ジャーニー121」リポーター、2001年10月7日放送分 - 2004年3月27日放送分）
- 林華子（二代目司会者、2002年4月6日放送分 - 2004年3月27日放送分）
- 植村智子（三代目中継リポーター、2004年4月3日放送分 - ）
- 榎本麗美（グルメ魔女レミ、四代目司会者、不明 - 2007年9月29日放送分）
- 葛谷亮（「gogo！くずやくん」リポーター、2007年10月6日 - 2009年3月） - 西日本放送退社のために降板。

## 放送時間
- 土曜日 13:00 - 14:00
  - 定刻はこのようになっていたが、単発特番やスポーツ中継の関係で定時に放送されることは少なく、12:00や15:55と開始時間が前後することもあり、視聴者からは「開始時間がよく変わる番組」と揶揄されている[要出典]。また、2006年3月までは放送時間が13:55 - 14:55で、2006年4月から2010年6月までは14:55 - 15:55だった。

## タイムテーブル

### 放送開始時
この頃は中継がメインで、ニュースコーナーも設けられていた。
| 時間  | コーナー名               | 内容 |
| ----- | ------------------------ | --- |
| 13:55 | オープニング             | オープニング |
| 13:56 | とことん!ジャーニー121   | 中継コーナー。コーナー名は放送開始当時、香川県と岡山県の市町村は合わせて121あり、そのすべてを回ろうと命名された。                                         |
| 14:02 | 特集                     | グルメ情報や季節情報のほか大阪特集など。 |
| 14:08 | とことん!ジャーニー121   | とことん!ジャーニー121 |
| 14:19 | とことん!今日のニュース  | とことん!今日のニュース |
| 14:22 | とことん!一日一言        | ご意見番の明石安哲が毎週一つのテーマについて評論をするコーナー。                                                                                          |
| 14:25 | CM                       | CM |
| 14:26 | 自慢の○○持って来て下さい | 毎週変わる番組オープニングでの呼びかけで、中継先に集まった視聴者が持って来たものを紹介するコーナー。                                                      |
| 14:30 | わんぱく歳時記           | 西川まさとが毎週スポーツ少年団を訪れ、子供たちに普段感じたことを川柳で発表してもらうコーナー。生中継ではない。                                            |
| 14:34 | CM                       | CM |
| 14:35 | とことん!生クイズ        | 「自慢の○○持って来て下さい」で集まった視聴者の中から1人に、知人などに電話してその場でレポーターから出題されるクイズに答えてもらうコーナー。賞金もあった。 |
| 14:38 | 体験コーナー             | 体験コーナー |
| 14:47 | CM                       | CM |
| 14:48 | とことん!シネマ          | ワーナー・マイカル・シネマズ高松と宇多津の映画情報。 |
| 14:51 | 天気予報、エンディング   | 天気予報、エンディング |

## きっと、青空
2001年4月7日の初回放送から2004年3月27日放送分まで3年間、初代司会者安藤千秋の作詞・作曲によるテーマ曲「きっと、青空」が番組のエンディングで流されていた。本人も「春をイメージした曲」と言っているように、ト長調のポップ調、イントロのメロディーにフレンチホルン、Aメロ、Bメロでエレクトリックピアノ、サビでストリングスを響かせ、歌は終始、番組スタッフとアナウンサーの混声合唱、さらにサビではコーラスパートにバックボーカルが1人入っていた。また、一度だけ山口喜久一郎が蒜山高原の取材中にアコースティック・ギターで弾き語りをしたことがある。通常の番組のエンディングでは2番しか流れないため、このとき初めて1番の歌詞が放送された。なお、オリジナルバージョンの1番はフルで流されたのも一回しかない。そのときに初めて山口喜久一郎、安藤千秋、宮宇地美穂、岸たけしほか番組スタッフや第1回中継で訪れた下津井の子供たちが出演したこの曲のミュージックビデオも放送された。このビデオも春をイメージしたもので、桜や春空の下で出演者らが歌っていた。